# Blue Sky (film)
Pour les articles homonymes, voir Blue Sky.
Pour plus de détails, voir Fiche technique et Distribution.
Blue Sky ou Sous le ciel du Nevada au Québec est un film américain de Tony Richardson, sorti en 1994.

## Synopsis
Hank Marshall est un officier très compétent dans la recherche nucléaire américaine, mais il pose un problème à ses supérieurs pour deux raisons. La première est le comportement un peu léger de son épouse, Carly, qui fait scandale dans chaque base où il est affecté ; la seconde est sa réticence affichée au laisser-aller dans la sécurité des essais nucléaires. Mis en asile pour passer sous silence l'irradiation de civils, c'est l'amour de sa femme qui le sortira de cette situation.

## Fiche technique
- Titre original : Blue sky
- Titre québécois : Sous le ciel du Nevada
- Réalisation : Tony Richardson
- Scénario : Rama Laurie Stagner, Arlene Sarner (de), Jerry Leichtling (de)
- Costumes : Jane Robinson
- Photographie : Steve Yaconelli (de)
- Musique : Jack Nitzsche
- Production : Lynn Arost, Robert H. Solo (en), Rama Laurie Stagner, John G. Wilson
- Société de production : Orion Pictures
- Pays d'origine : États-Unis
- Langue originale : anglais
- Format : couleur — 1.85:1 — Son Dolby
- Durée : 101 min
- Dates de sortie : 
  - Canada : 9 septembre 1994 (festival du film de Toronto)
  - États-Unis : 16 septembre 1994
  - France : 21 juin 1995
- Classification : États-Unis : PG-13 (certificat #30942) / Canada : A (Ontario)

## Distribution
- Jessica Lange (VQ : Claudie Verdant) : Carly Marshall
- Tommy Lee Jones (VQ : Éric Gaudry) : Hank Marshall
- Powers Boothe (VQ : Vincent Davy) : Vince Johnson
- Carrie Snodgress (VQ : Élisabeth Chouvalidzé) : Vera Johnson
- Amy Locane (VQ : Lisette Dufour) : Alex Marshall
- Chris O'Donnell (VQ : Olivier Visentin) : Glenn Johnson
- Anna Klemp : Rebecca Becky Marshall
- Mitch Ryan (VQ : Yves Massicotte) : Ray Stevens
- Tim Scott (VQ : Patrick Peuvion) : Ned Owens

## Distinctions

### Récompenses
- Oscar de la meilleure actrice 1995 pour Jessica Lange[1]
- Golden Globe de la meilleure actrice 1995 pour Jessica Lange
- Los Angeles Film Critics Association Award 1994 de la meilleure actrice pour Jessica Lange
- Sant Jordi Awards 1996 de la meilleure actrice étrangère pour Jessica Lange

### Nominations
- Screen Actors Guild Awards 1995 de la meilleure interprétation féminine dans un rôle principal pour Jessica Lange
- Young Artist Awards 1995 de la meilleure interprétation par une jeune actrice dans un film pour Anna Klemp et Amy Locane.

## Anecdotes
Réalisé en 1991 juste avant la mort du réalisateur, ce film n'a pu sortir qu'en 1994 du fait des problèmes de la compagnie Orion Pictures.